# Koha ditore

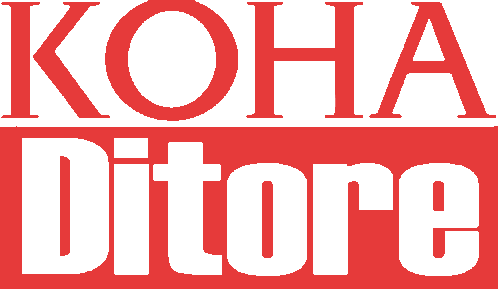

Koha ditore es un diario de Kosovo. Fue publicado por primera vez en 1997 y su propietario es el Grupo Koha. Actualmente su director es Flaka Surroi, hermana de Veton Surroi un popular político albanokosovar. Veton Surroi fue el responsable del periódico hasta 2004, pero desistió de su cargo al comenzar su carrera política dentro del Partido reformista ORA. Koha ditore se publica íntegramente en albanés su nombre significa "El tiempo a diario".

## Orígenes
- Unas informaciones
- Infprmaciones y proyectos
- Números y datos

- Datos: Q1778459